# Анисимов, Алексей Васильевич
Алексе́й Васи́льевич Ани́симов (4 апреля 1920, д. Дубово, Псковская губерния — 17 июля 1992, Черновцы) — советский военный деятель, подполковник Советской Армии (с 1975 года), Герой Советского Союза (1945).

## Биография
Алексей Анисимов родился 4 апреля 1920 года в крестьянской семье в деревне Дубово Новоржевского уезда Псковской губернии (ныне территория Новоржевского района Псковской области). Окончил девять классов средней школы. В рядах Красной Армии находился с ноября 1940 года, служил командиром отделения в 422-м гаубичном артиллерийском полку в Новороссийске, впоследствии — в 17-м запасном корпусном артиллерийском полку в Усть-Лабинске. В июне 1942 года Анисимов окончил офицерские курсы в городе Прохладный и получил звание младшего лейтенанта. Уже с июля того же года был отправлен на фронт.
Первоначально Анисимов был командиром артиллерийского взвода, затем начальником разведки артиллерийского дивизиона, командиром батареи орудий. Принимал участие в боевых действиях в составе Брянского, Центрального, 1-го Украинского фронтов, был дважды ранен. В 1944 году вступил в ВКП(б).
Среди прочего, Анисимов участвовал в обороне станции Поныри в ходе Курской битвы, освобождении Украины (Чернобыля, Коростеня, Шостки, Ровно, Дубно), в форсировании Вислы и Сана.
Старший лейтенант Анисимов отличился в боях в ходе захвата и удержания Сандомирского плацдарма во время освобождения Польши осенью 1944 года. Ночью 2 ноября 1944 года батарея была атакована двумя немецкими пехотными ротами. Батарее удалось отбить атаку собственными силами. Через два месяца, 15 января 1945 года, против батареи немецкими войсками была предпринята контратака в районе Моравицы. Атака была отбита, среди потерь немцев — танк и два штурмовых орудия. 26 января 1945 года батарея Анисимова одной из первых форсировала Одер и закрепилась на его западном берегу в районе города Кебен (ныне — Хобеня, Польша).
Указом Президиума Верховного Совета СССР за 10 апреля 1945 года за «образцовое выполнение боевых заданий командования на фронте борьбы с немецко-фашистскими захватчиками и проявленные при этом мужество и героизм» старший лейтенант Алексей Васильевич Анисимов был удостоен высокого звания Героя Советского Союза с вручением ордена Ленина и медали «Золотая Звезда» за номером 4817.
В конце войны Анисимов принял участие в Берлинской и Пражской операциях. После окончания войны и капитуляции Германии он продолжил службу в рядах вооружённых сил в Центральной группе войск в Австрии. В мае 1946 года Анисимов прошёл курсы усовершенствования офицерского состава. В 1946—1959 годах он служил в 5-й гвардейской механизированной армии Белорусского военного округа, в 1959—1960 годах — в Северном и Ленинградском военных округах. В сентябре 1960 года майор Анисимов вышел в запас. Проживал и работал в украинском городе Черновцы Украинской ССР. В 1975 году ему было присвоено звание подполковника. 17 июля 1992 года Анисимов скончался и был похоронен на центральном кладбище Черновцов.
Помимо звезды Героя и ордена Ленина, Анисимов был награждён орденами Отечественной войны 1-й и 2-й степени, тремя орденами Красной Звезды, рядом медалей.